# 계창초등학교
계창초등학교는 대한민국 경상남도 창녕군에 있는 공립 초등학교이다.

## 학교 연혁
- 1956년 4월 1일: 계성국민학교 신당분교장 설립
- 1962년 3월 1일: 계창국민학교 개교

## 참고 자료
- 계창초등학교 - 한국교육학술정보원 학교알리미